# Nénies
Les nénies étaient, dans la Rome antique, des poèmes ou bien des chants funéraires chantés par les parentes du défunt ou par des chanteuses professionnelles. Elles ont précédé les oraisons funèbres. Elles accompagnaient les processions funéraires. Du fait que ces chants n’ont pas été fixés par écrit, on nous a transmis fort peu sur leur origine et leur forme. On considère comme vraisemblable qu'elles comprenaient des paroles et des mélodies traditionnelles, et étaient accompagnés de flute ou de luth. Nous en trouvons mention entre autres chez Suétone et Sénèque le Jeune. Par ailleurs chez Horace et Ovide le mot nénie apparaît avec la signification de chanson enfantine ou de chanson magique. Parfois, le terme est également utilisé comme synonyme de Threnos, ancien nom grec qui désignait différents types de Lamentations.
Reprenant cet ancien concept, pendant la Renaissance et le début des temps modernes, des poètes humanistes tels que Michel Marulle ou Jean Salmon Macrin ont cultivé la nénie comme un genre littéraire. C’est ce qu’a fait aussi Érasme de Rotterdam à la fin du XVe siècle pour annoncer la mort de Johannes Ockeghem, et son poème fut mis en musique par Johannes Lupi.
La plus célèbre œuvre littéraire d'aujourd'hui intitulé Nénie est due à Friedrich von Schiller, qui a utilisé ce terme comme le titre d'un poème publié en 1800 (« Le beau doit aussi mourir ! »), qui s’inspire aussi bien de la Grèce antique par les nombreux exemples de mythologie grecque qu’il contient, et par la forme du distique qu’il prend comme référence. En 1880-1881 Johannes Brahms a mis ce poème en musique pour chœur et orchestre (op. 82) en mémoire du peintre Anselm Feuerbach. La version de Carl Orff parue en 1956 à Brême a ensuite été incluse comme deuxième phrase dans le cycle Dithyrambi dont la première a eu lieu le 22 novembre 1987, grâce au chœur de la radio bavaroise à Munich.
À l'époque moderne et quasi contemporaine on a recueilli des chants funèbres analogues improvisés dans le bassin méditerranéen et les Balkans, ainsi le lamentu et le voceru en Corse